# 堀越敦子
堀越 敦子（ほりこし あつこ、1980年8月6日 - ）は、広島県出身の女性ソフトテニス選手。ポジションは前衛。

## 来歴
2003-2005、2007,2008日本代表。広島女子商業学校-NTT中国。
渡邉梨恵とのペアで果敢に前陣に切り込む攻撃的なスタイルを見せ皇后杯に二連覇。2004アジア選手権、2005東アジア競技大会の団体戦決勝では韓国のエースペア相手に三番勝負で2連勝し、連覇に貢献。

## 四大国際大会戦績
- 2003世界ソフトテニス選手権　ダブルスベスト16（渡邉・堀越）
- 2004アジアソフトテニス選手権　国別対抗団体戦優勝　ダブルスベスト16（渡邉・堀越）

- 2005東アジア競技大会　国別対抗団体戦優勝　ダブルスベスト8（渡邉・堀越）
- 2007世界ソフトテニス選手権　ダブルスベスト8（上原絵里・堀越）団体準優勝　ミックスダブルスベスト16（篠原秀典・堀越）
- 2008アジアソフトテニス選手権　ダブルスベスト8（佐々木舞・堀越）団体準優勝　ミックスダブルスベスト16（中堀成生・堀越）

## 主な戦績
- 2003皇后賜杯全日本ソフトテニス選手権大会　ベスト8（渡邉・堀越）
- 2004皇后賜杯全日本ソフトテニス選手権大会　優勝（渡邉・堀越）
- 2005皇后賜杯全日本ソフトテニス選手権大会　優勝（渡邉・堀越）
- 2008皇后賜杯全日本ソフトテニス選手権大会　優勝（佐々木・堀越）

- 2004全日本インドアソフトテニス選手権　三位（渡邉・堀越）
- 2005全日本インドアソフトテニス選手権　準優勝（渡邉・堀越）
- 2006全日本インドアソフトテニス選手権　優勝（渡邉・堀越）
- 2009全日本インドアソフトテニス選手権　優勝（佐々木・堀越）

- 2006全日本シングルス選手権大会　ベスト8
- 2008全日本シングルス選手権大会　ベスト8